# Centro Cultural 25 de Julho
O Centro Cultural 25 de Julho é uma associação cultural germânica localizada na cidade de Porto Alegre, capital do estado brasileiro do Rio Grande do Sul.
O clube abriga três corais, aulas de danças, grupo folclórico, confraria gastronômica, restaurante, grupo sênior, bazares, Schlaraffia, oficinas artísticas, salas de ensaios, curso de línguas, produtora de áudio, área de exposições e espaços de reuniões e eventos. Incentiva a apresentação de peças teatrais, concertos musicais, espetáculos de dança e canto. Promove atividades com intuito de integrar a comunidade e fazer da cultura uma prática viva, como bailes, cursos, encontros gastronômicos e seminários. Tem como eixos de atuação a realização da cultura na prática; a manutenção das tradições; a sensibilização pela música, a cooperação pelo convívio social; o ensino como caminho para o crescimento coletivo.  Com os seus grupos fez tournées em diversos estados brasileiros, na América do Sul e em países da Europa.

## Histórico
Com o término da II Guerra Mundial, a Europa estava destruída, faminta e sem abrigo contra o frio. Vinham de lá pedidos de socorro para todas as partes do mundo. Sensibilizados, os padres Balduíno Rambo e Bouquê reuniram comissão para angariar os mantimentos e agasalhos que seriam enviados à Europa, especificamente à Alemanha. Também outros grupos ligados a Igrejas de diversas confissões se mobilizaram para oferecer ajuda. Fundou-se, então, o comitê de Socorro à Europa Faminta (SEF). Esse grupo de auxílio se organizou em diversos municípios do sul do Brasil, como uma grande rede cooperada. Três navios foram lotados com roupas, tecidos, calçados, cigarros e gêneros alimentícios. No total, mais de cinco mil toneladas foram coletadas através de doações.
Terminada a missão do SEF e com a Europa já parcialmente recuperada, continuavam a se reunir os organizadores daquele movimento. No dia 25 de julho de 1951, nas comemorações do "Dia do Colono" organizadas pelos idealizadores do SEF nos salões da SOGIPA, surgiu a ideia da fundação de uma nova sociedade que cultuasse as tradições e os costumes dos imigrantes. Dezenove cidadãos se reuniram para instituir comissão com o fim de criar a nova associação, destinada ao culto das tradições dos imigrantes pioneiros de 1824.. Assim, foi fundado em 7 de Agosto de 1951 por descendentes germânicos que tinham como objetivo preservar os valores culturais alemães.
Em dezembro de 1951, quando o Centro Cultural já contava com mais de 500 associados, as reuniões e eventos culturais, que envolviam teatro e música, passaram a acontecer numa casa alugada da Rua Cristóvão Colombo, no fundo do terreno. Era um velho depósito transformado em salão, com palco. A sociedade evoluiu e angariou fundos, principalmente nas festas tradicionais de maio. No final da década de 1950, foi construído o atual prédio no terreno da "chácara da família Petersen", sob projeto do arquiteto e também participante ativo do coro masculino, Lothar Jaschke.
Em breve surgiriam os mais diversos departamentos: um coro masculino, um grupo de teatro, um grupo de gaita de boca, um grupo de carteado (skat), um grupo de xadrez, um grupo de engenheiros e técnicos, um grupo de gaita e outro de trabalhos manuais, além do jardim de infância, do coral misto, do grupo de danças e do curso de língua alemã.

## Grupos Culturais

### Coro Masculino 25 de Julho
Sendo mais antigo que o Centro Cultural, o Coro Masculino foi fundado em 14 de maio de 1950. Tem em seu repertório canções da cultura teuto-brasileira, tradicionalistas e sacras. Tem a regência de Agostinho N. Ruschel. 

### Expresso 25
Tendo como característica a sensibilidade musical, o Expresso 25 tem em seu repertório canções da MPB e sonoridades latino-americanas. Em 2014 fez aniversário de 50 anos e tem a regência de Pablo Trindade.

### Tanz mit uns- Grupo de Danças Folclóricas
Com repertório eclético de danças de diversas partes da Alemanha, Áustria e Suíça, o Tanz mit uns segue de forma ininterrupta desde 1981. É ligado à Associação Cultural Gramado - ACG. Tem como instrutor o Prof. Denis Gerson Simões.

### Femina Vox 25
É o grupo feminino de canto coral do Centro Cultural. Tem como lema Cantar para encantar. Tem a regência do maestro Luciano Lunkes e foi fundado em 08 de março de 2008.

### Grupo de CulináriaMax und Moritz
Com encontros mensais, esses amantes da gastronomia buscam na simplicidade e na tradição seus bons momentos. Criado pelo engenheiro e amante da culinária Arno Müller, no cardápio há pratos internacionais, com destaque à cozinha alemã. 